# Kumara plicatilis
Espèce
Synonymes
- Aloe plicatilis L.,
- Aloe disticha L. var. plicatilis L.,
- Aloe flabelliformis Salisb.,
- Aloe lingua Thunb.,
- Aloe linguaeformis L.f.
- Aloe tripetala Medik.,
- Rhipidodendron distichum (Medik.) Willd.,
- Rhipidodendron plicatile (L.) Haw.

Kumara plicatilis, anciennement Aloe plicatilis, est une espèce de plante succulente endémique des montagnes du biome de Fynbos, au Cap-Occidental en Afrique du Sud. La plante est remarquable par la disposition inhabituelle de ses feuilles en une sorte d'éventail. Il peut pousser comme un grand arbuste à tiges multiples ou comme un petit arbre. C'est l'une des deux espèces du genre Kumara.

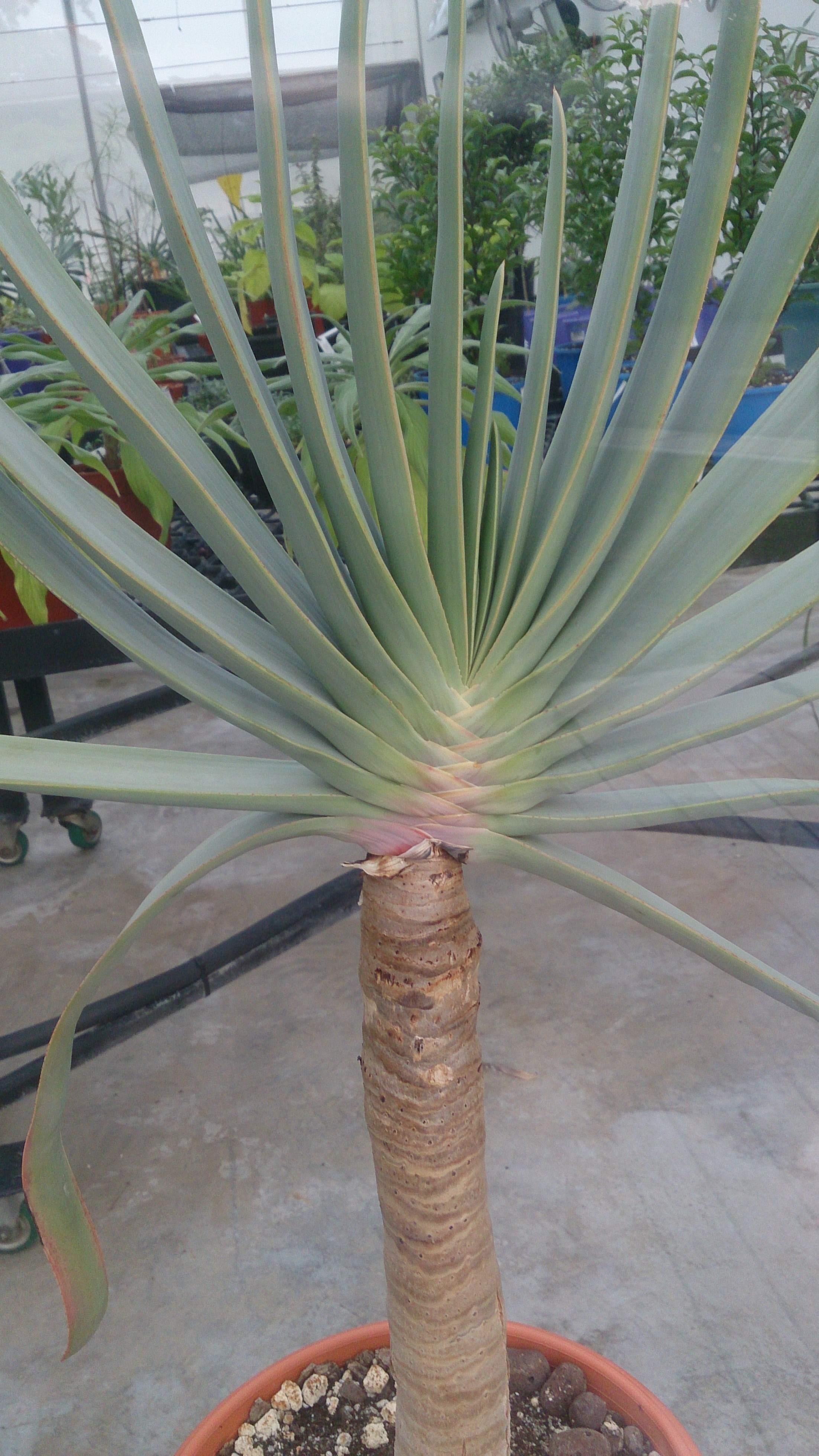
Illustration de l'implantation des feuilles "en éventail" sur un jeune sujet sans branchage

## Nom et phylogénétique
Kumara plicatilis est encore très largement nommé en tant qu’Aloe plicatilis. On le retrouve sous ce nom dans la plupart des ouvrages de botanique, chez les vendeurs et sur nombre de sites de référence sur le net. Son nom scientifique plicatilis signifie « plié » ou « plissé », ou peut-être « pliable ». C'est en tout cas un terme erroné parce que les feuilles ne se plient pas. Dans la langue afrikaans, il est communément connu sous le nom de waaier aalwyn (Aloe eventail, nom également utilisé en anglais : fan aloe). On l'appelle aussi le kokerboom kaapse (arbre au carquois du Cap) en raison de sa ressemblance avec Aloidendron dichotomum. La ressemblance réside principalement dans son port dichotomique.
Des études phylogénétiques ont indiqué que deux espèces d'aloe (plicatilis et haemanthifolia) étaient génétiquement différents des aloès et constituaient un clade entièrement distinct. Ces deux espèces ont donc été séparées en un genre distinct : Kumara.

## Description
Kumara plicatilis peut atteindre une hauteur de 3-5 mètres. Le tronc a une écorce résistante au feu, et les branches se divisent en paires fourchues, une caractéristique dite de ramification dichotomique. Les branches portent des masses de feuilles succulentes, oblongues, en forme de langue, disposées en deux rangées opposées en forme d'éventail. Ces « bouquets » de feuilles ressemblent un peu sur leurs branches à des mains levées, et des bras.
Les feuilles sont de couleur gris-vert, mesurent environ 300 mm de long et 40 mm de large, et ont de minuscules dents le long des bords qui ne sont visibles qu'après un examen attentif. Kumara plicatilis partage l'arrangement distique inhabituel de ses feuilles avec son espèce sœur sans tige Kumara haemanthifolia, qui occupe le même petit coin montagneux du Cap-Occidental.

## Floraison
Les grappes de fleurs sont de forme cylindrique et sont toujours simples et non ramifiées dans chaque grappe de feuilles. Il y a jusqu'à 30 fleurs tubulaires écarlates par grappe, d'environ 50 mm de long chacune et de texture légèrement charnue.
À la fin de l'hiver sud-africain (août à octobre), les plantes semblent s'enflammer lorsqu'elles produisent soudainement des masses de fleurs rose vif.

## Répartition géographique

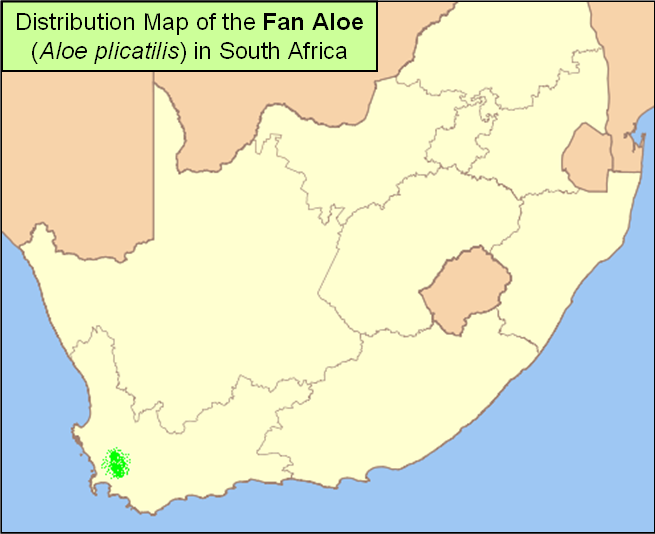
Aire de répartition naturelle

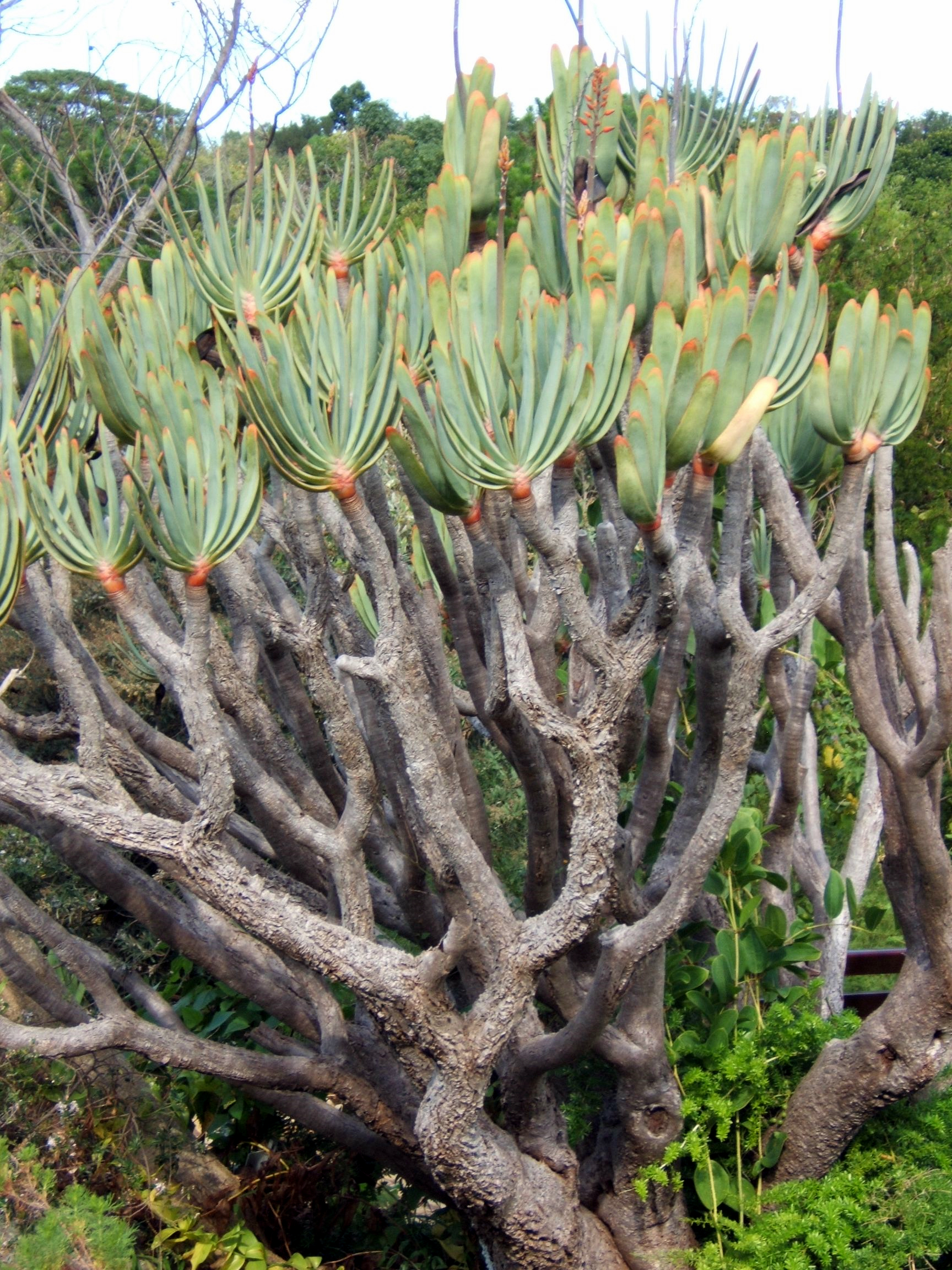
Aspect "dichotomique" de la plante qui divise ses branches toujours en deux nouvelles pousses

À l'état sauvage, Kumara plicatilis est confinée à une zone minuscule du Cap-Occidental, entre la ville de Franschhoek et Elandskloof. Il semble aussi avoir un schéma de distribution très agglutiné, avec dix-sept populations différentes qui sont souvent séparées les unes des autres sur plus de 10 kilomètres.
Tout son habitat se trouve dans le biome de Fynbos, où il est le seul aloès arborescent. Peu d'autres espèces apparentées (celles de la tribu des Aloeae) sont naturellement présentes dans cette partie de l'Afrique du Sud, à l'exception d’Aloe succotrina, de l'Aloiampelos commixta sur la montagne de la Table et le rare Kumara haemanthifolia.
Les zones protégées dans lesquelles il est présent comprennent la réserve naturelle de Jonkershoek, la réserve naturelle de Hottentots Holland, la réserve naturelle de Limietberg et la réserve naturelle de Paardenberg.

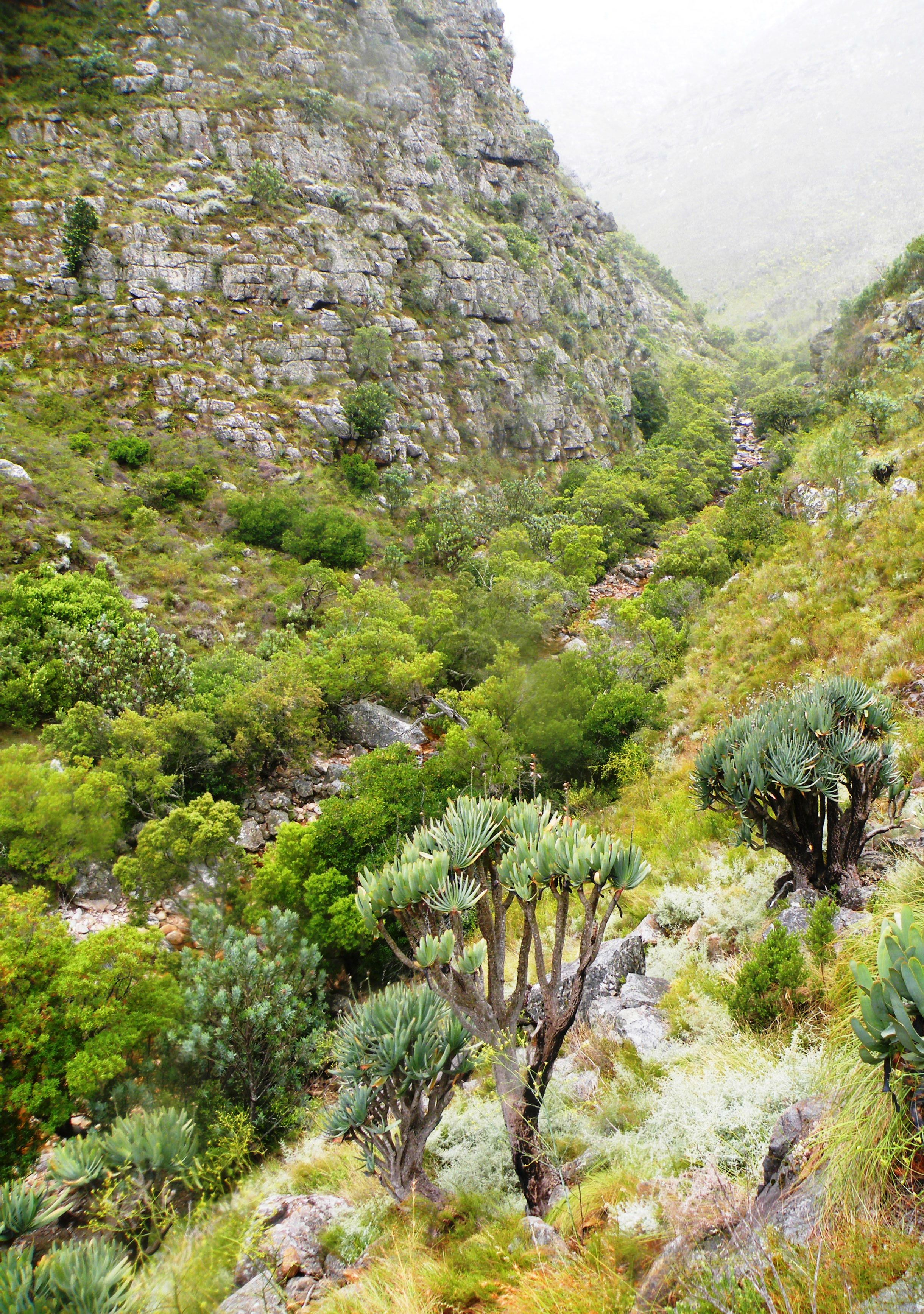
Plante dans son habitat naturel des montagnes du Cap-Occidental

## Statut de Conservation
Cette espèce est menacée par le commerce international croissant de l'horticulture, dans lequel des spécimens sauvages sont illégalement collectés et exportés. Ce n'est pas une espèce en voie de disparition, elle ne figure pas sur la Liste rouge de l'UICN mais sur la Liste rouge nationale des plantes d'Afrique du Sud en tant qu'espèce au statut préoccupant, jusqu'à ce que son statut de population soit évalué pour son risque d'extinction en fonction de sa répartition et/ou de son statut de population.
Une sous-populations mature se compose de 50 à 500 individus tandis que la population totale est peut-être inférieure à 10 000, mais pas moins de 1000. Une étude approfondie de la population, y compris un réexamen des sites historiques connus, est nécessaire pour parvenir à une meilleure estimation de la taille actuelle de la population.

## Écologie et utilisation
Son habitat naturel, le biome de Fynbos, est constitué d'une végétation dense de type méditerranéen et d'un climat d'étés chauds et secs et d'hivers froids et humides. Il y pousse dans endroit rocailleux ou dans un sol sablonneux, bien drainé, légèrement acide, sur des pentes abruptes, rocheuses et orientées vers le sud, à une altitude comprise entre 150 à 650m.
Il peut résister à de légères gelées et être planté en ZONE USDA 9a et supérieure.
Kumara plicatilis est une plante attrayante et intéressante à planter dans un jardin ensoleillé. En tant que telle, elle est de plus en plus utilisée comme plante ornementale pour les jardins secs et les rocailles. Cependant, sa croissance est très lente et, par conséquent, en dehors de son habitat naturel, elle risque souvent d'être envahie, étouffée et tuée par des plantes à croissance plus rapide dans son voisinage.
On devra le planter dans une position raisonnablement ensoleillée - hors de portée de la concurrence des plantes à croissance rapide. En culture, il doit être cultivé dans un milieu de sol dont le pH est de 5,5-6,5.
Cette plante se multiplie à partir de boutures issues de tronçons de plante comme des tiges ou de branches, coupées proprement. Après avoir laissé sécher la plaie (à l'abri de la lumière directe du soleil) pendant une semaine ou deux, plantez-la dans un sol bien drainé. Il peut aussi être reproduit par semis.
Il aurait été hybridé avec Gonialoe variegata par l'horticulteur Justus Corderoy, et l'hybride résultant (publié sous le nom d’Aloe ×corderoyi Berger) a été cultivé dans les jardins botaniques royaux de Kew et au jardin botanique Hanbury. Cependant, comme les deux espèces mères sont maintenant considérées comme appartenant à des genres séparés, l'hybride est actuellement désigné comme un hybride intergénérique, avec le nom d'hybride ×Gonimara,.

### Galerie d'images

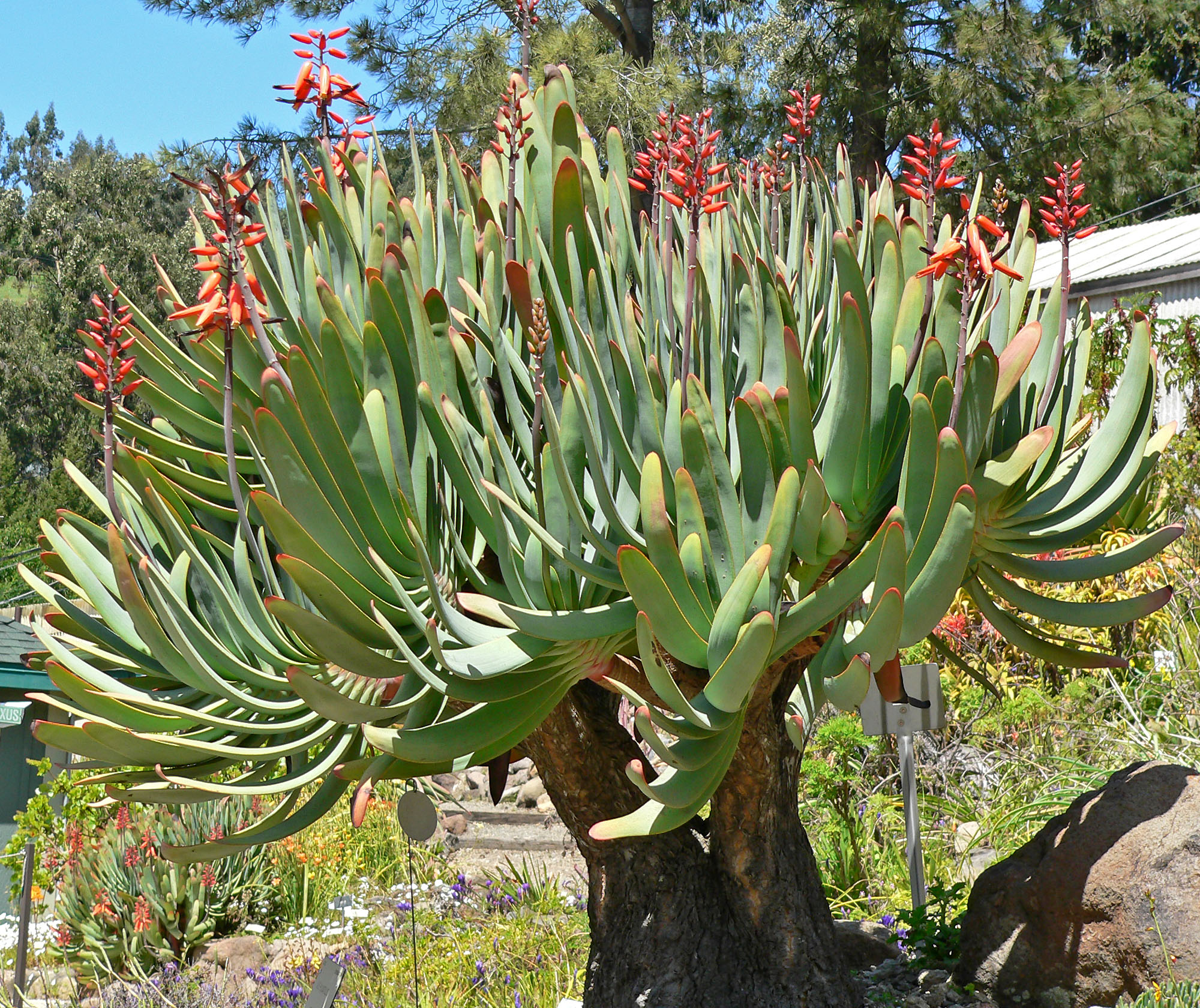
Sujet âgé en fleur
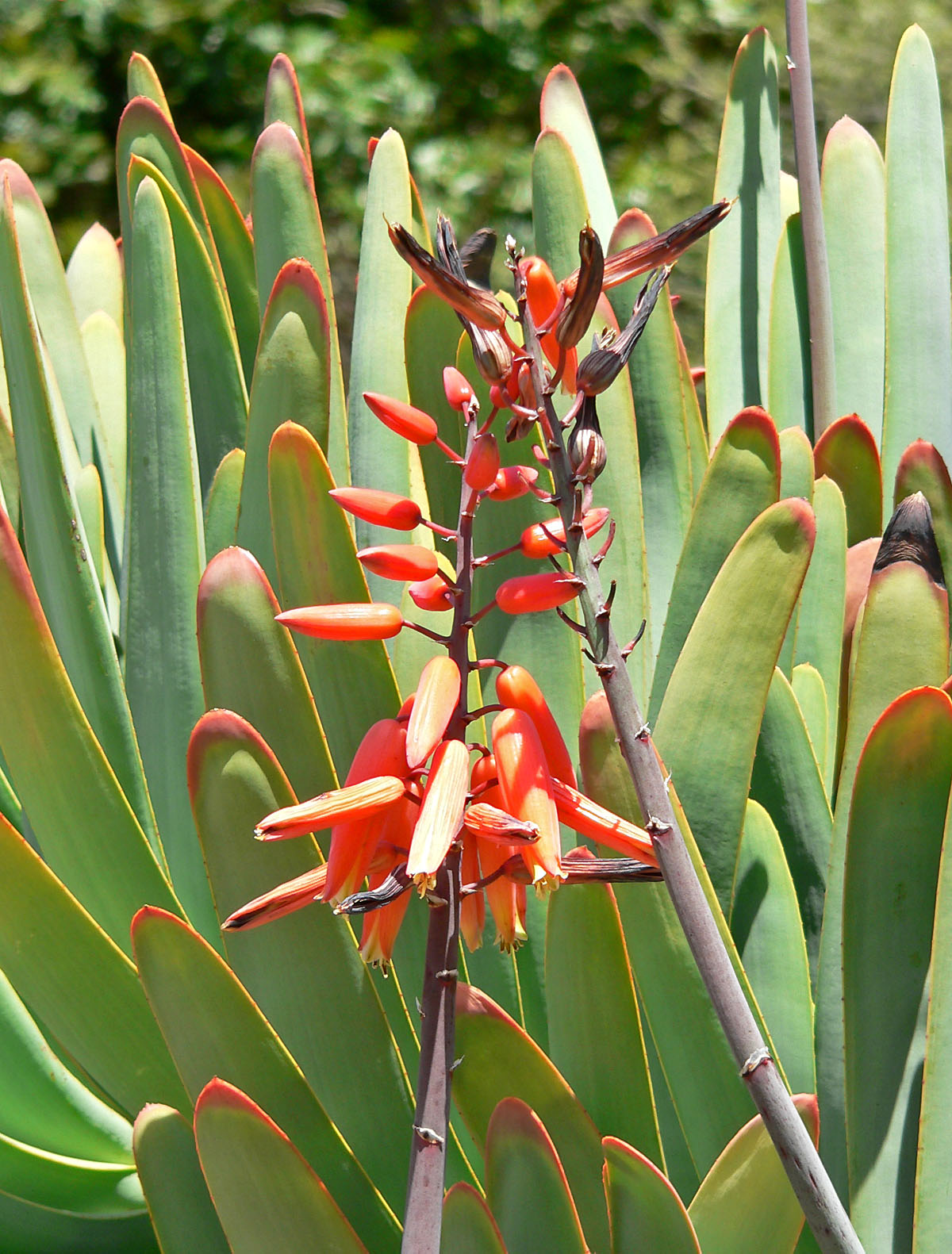
Détail de l'inflorescence
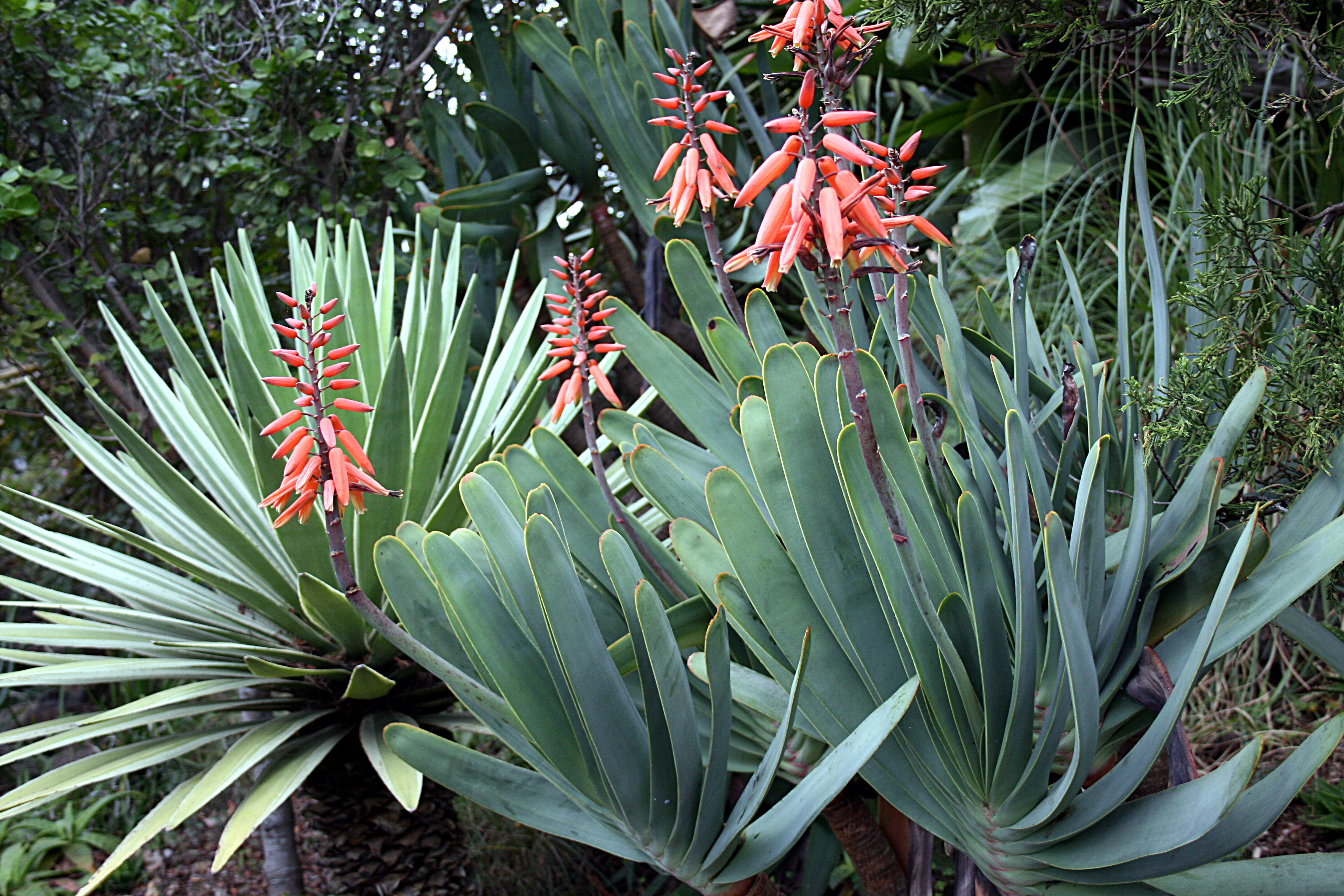
Sujet en fleur au jardin botanique de Funchal à Madère
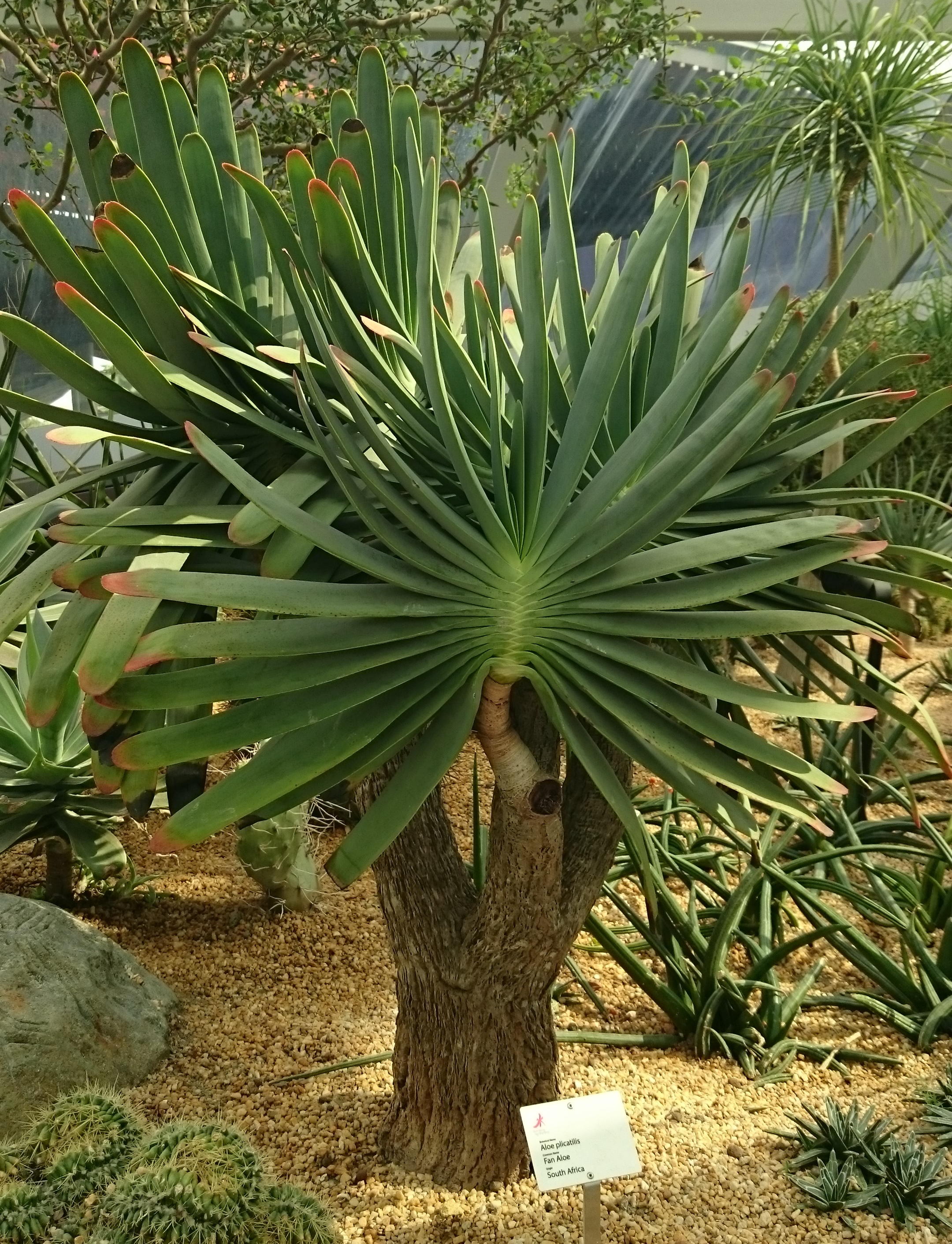
Feuilles en éventail
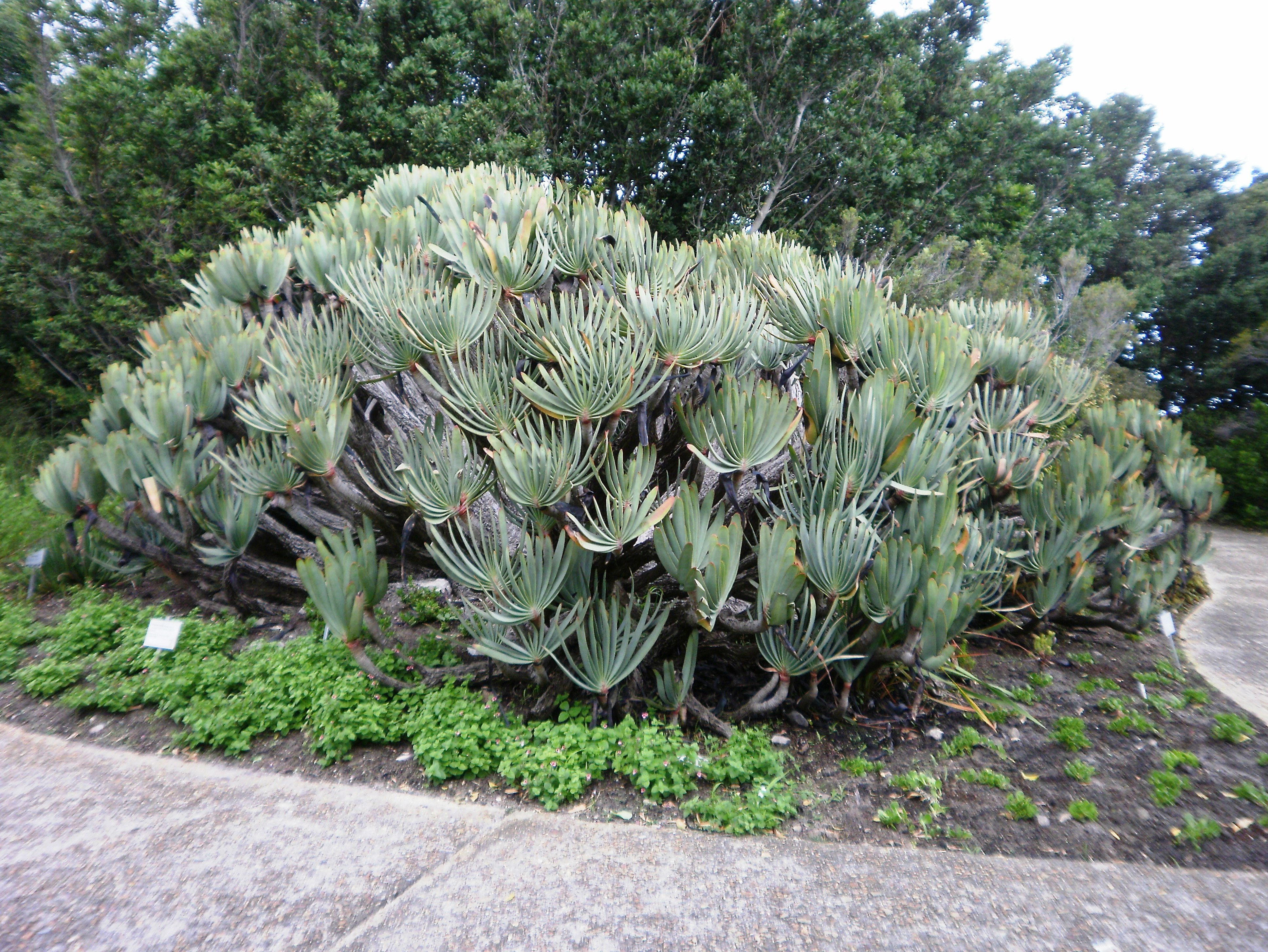
Buisson de Kumara
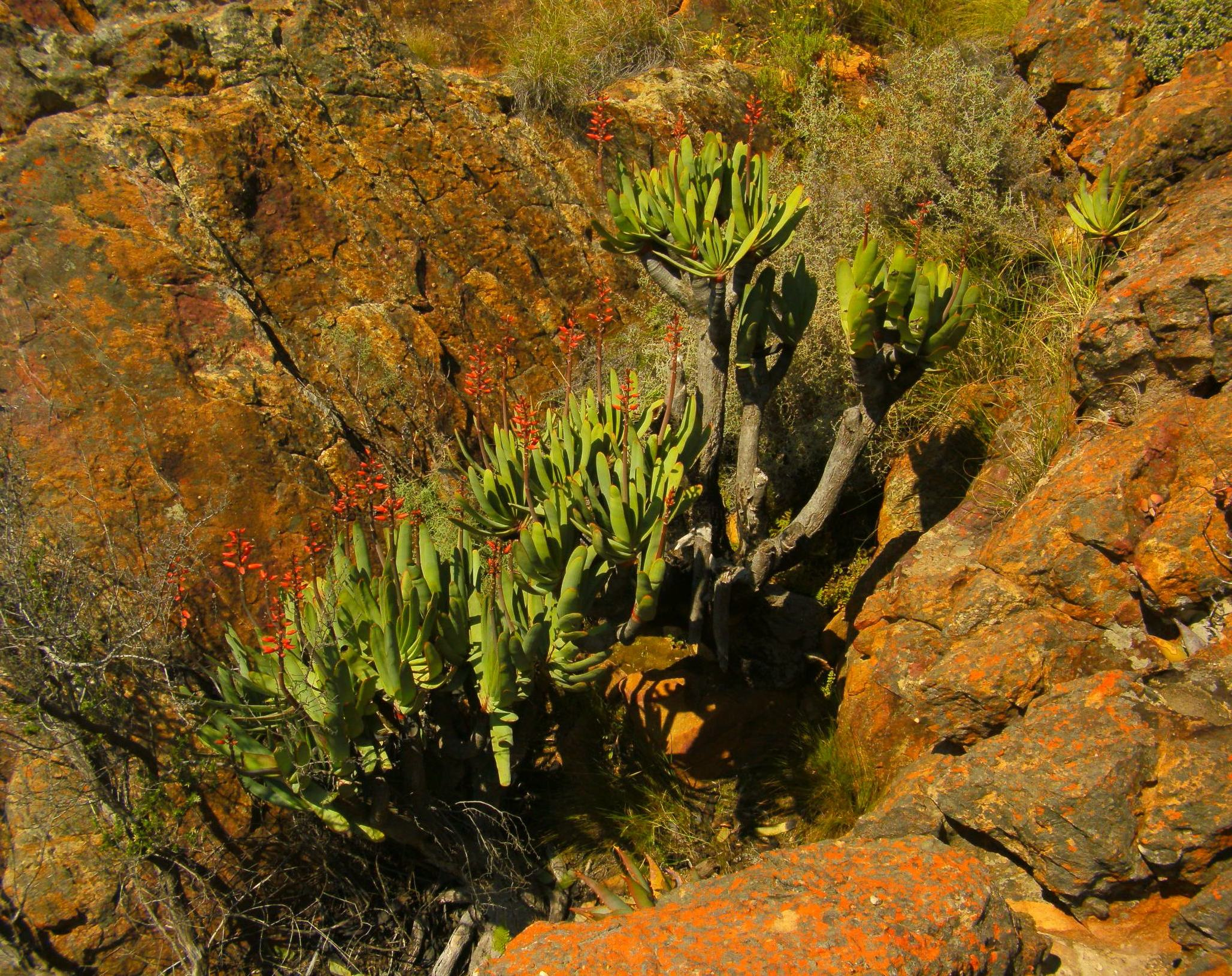
Kumara dans son habitat naturel des pentes escarpées d'Afrique du Sud